# Sächsische Verwaltungs- und Wirtschafts-Akademie Dresden
Die Sächsische Verwaltungs- und Wirtschafts-Akademie Dresden e. V. wurde im Frühjahr 1991 als privatrechtliche Bildungseinrichtung in öffentlicher Trägerschaft gegründet. Die Akademie bietet Seminare, Weiterbildungen sowie Studiengänge auf den Gebieten der Rechts- und Verwaltungswissenschaften sowie der Wirtschafts- und Sozialwissenschaften an. Die Dozenten sind Hochschulprofessoren und Führungskräfte aus der Wirtschaft und Verwaltung. Sie ist im Bundesverband Deutscher Verwaltungs- und Wirtschafts-Akademien organisiert.

## Träger
Mitglieder des Trägervereins der Sächsischen VWA sind neben dem Freistaat Sachsen und den Städten Dresden, Bautzen, Görlitz sowie dem Vogtlandkreis die Industrie- und Handelskammer Chemnitz, der Kommunale Arbeitgeberverband Sachsen sowie der Paritätische Wohlfahrtsverband Sachsen.

## Studien- und Lehrangebot
Die Weiterbildungen und Lehrgänge für Berufstätige bieten die Möglichkeit zu staatlichen Abschlüssen. Die Diplom-Studiengänge sind FIBAA-zertifiziert, Bachelor-Abschlüsse werden im kooperativen Studium mit der Technischen Universität Chemnitz angeboten.

### Wirtschaft und Verwaltung
- Betriebswirtschaft
- Betriebsinformatik
- Kulturmanagement
- Personalmanagement
- TERP10 SAP
- Verwaltungsfachangestellter
- Verwaltungsfachwirt

### Gesundheit und Soziales
- Leitungsaufgaben in Pflegeeinrichtungen
- Behandlungspflege
- Qualitätsbeauftragter in Pflegeeinrichtungen
- Heimleiter in der Altenpflege
- Sozialmanagement
- Praxisanleiter
- Betreuungsrecht
- Soziale Arbeit für Verwaltungsmitarbeiter

## Standorte
Neben der Hauptgeschäftsstelle in Dresden im Kugelhaus am Wiener Platz hat die Sächsische VWA Zweigniederlassungen in Chemnitz und Görlitz. Darüber hinaus bestehen hinsichtlich der Studienorte Kooperationen mit der TU Dresden, der TU Chemnitz und der Hochschule Zittau/Görlitz.